# Mieke Claes
Mieke Claes, née le 24 juin 1985 à Saint-Trond, est une femme politique belge, membre de la Nieuw-Vlaamse Alliantie (N-VA).

## Biographie
Mieke Claes nait le 24 juin 1985 à Saint-Trond.
Le 30 juin 2022, elle devient députée fédérale à la Chambre des représentants en remplaçant Joy Donné.